# Hieracium cambricum
Hieracium cambricum là một loài thực vật có hoa trong họ Cúc. Loài này được (Baker) Hanbury mô tả khoa học đầu tiên năm 1894.